# Аудіо-кодек
А́удіо-ко́дек (англ. audio codec) — комп'ютерна програма, призначена для стиснення та розпакування аудіо даних відповідно до його формату. Більшість кодеків виконані як бібліотеки,  з'єднані з одним чи кількома медіаплеєрами, наприклад XMMS, Winamp або Windows Media Player.
Іноді термін «аудіо кодек» стосується апаратного забезпечення, наприклад звукової карти.  В цьому разі під аудіокодеком розуміють пристрій, що кодує аналоговий сигнал у цифровий чи навпаки. Таким пристроєм є комбінований АЦ-ЦА перетворювач, прикладом якого є розроблений фірмою «Intel» AC'97.